# Nahverkehr Hof
Der Personennahverkehr in Hof besteht größtenteils aus dem Stadtbusnetz der städtischen Verkehrsbetriebe. Hinzu kommt ein Regionalbusnetz, das größtenteils von privaten Unternehmen bedient wird. Daneben gibt es mehrere Eisenbahnverbindungen ins Umland. Die wichtigsten Umsteigepunkte sind der Busbahnhof und der Hauptbahnhof. Zum 1. Januar 2024 sind Stadt und Landkreis dem Verkehrsverbund Großraum Nürnberg beigetreten.

## Geschichte

Hofer Pferdeomnibus

Von 1887 bis 1901 verkehrten in der Stadt Pferdeomnibusse. Von 1901 an verband die Hofer Straßenbahn den Hauptbahnhof mit dem Friedhof. 1925 wurde der Betrieb eingestellt und die Linie von Omnibussen bedient.
1934 führte die VAG Nürnberg ein Busliniennetz ein, das ein Jahr später von der Stadt Hof übernommen wurde.
In der Folgezeit wuchs der Fuhrpark beträchtlich: 1949 waren es 10, 1960 15 und 1971 22 Busse. 1998 gründete die Stadt das Tochterunternehmen HofVerkehr GmbH, das sich mit den Verkehrsbetrieben Bachstein den Standort am Unterkotzauer Weg teilt. Inzwischen wird der Verkehr von der HofBus GmbH, einer 100-prozentigen Tochter der Stadtwerke Hof, bedient. 2018 wurde in einem Pilotprojekt in allen Bussen kostenloses WLAN installiert. Seit 2019 sind zwei Hybridbusse im Testbetrieb. 2021 startete der zweijährige Testbetrieb eines autonomen Buses zwischen dem Hauptbahnhof und der Altstadt.

## Straßenbahn
Von 1901 bis 1921 verkehrte in Hof eine Straßenbahn. Diese fuhr vier Kilometer vom Hauptbahnhof über die Altstadt in die Ludwigstraße in der Neustadt, zum Rathaus und über die Untere Steinerne Brücke zum Friedhof neben dem Theresienstein. Die Straßenbahn fuhr im Zehn-Minuten-Takt, vor dem Ersten Weltkrieg war der Takt auf acht Minuten verdichtet.

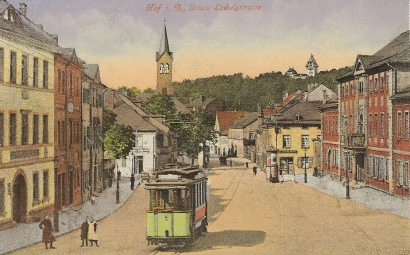
Hofer Straßenbahn

Der Betriebshof befand sich neben dem später errichteten Elektrizitätswerk von Siemens & Halske am Oberen Anger. 1920 wurde der Betrieb aus finanziellen Gründen zeitweise eingestellt, 1922 wurde sie gänzlich eingestellt. Ab 1925 verkehrten Omnibusse auf der Linie.

## Bus

### Autonomer Bus

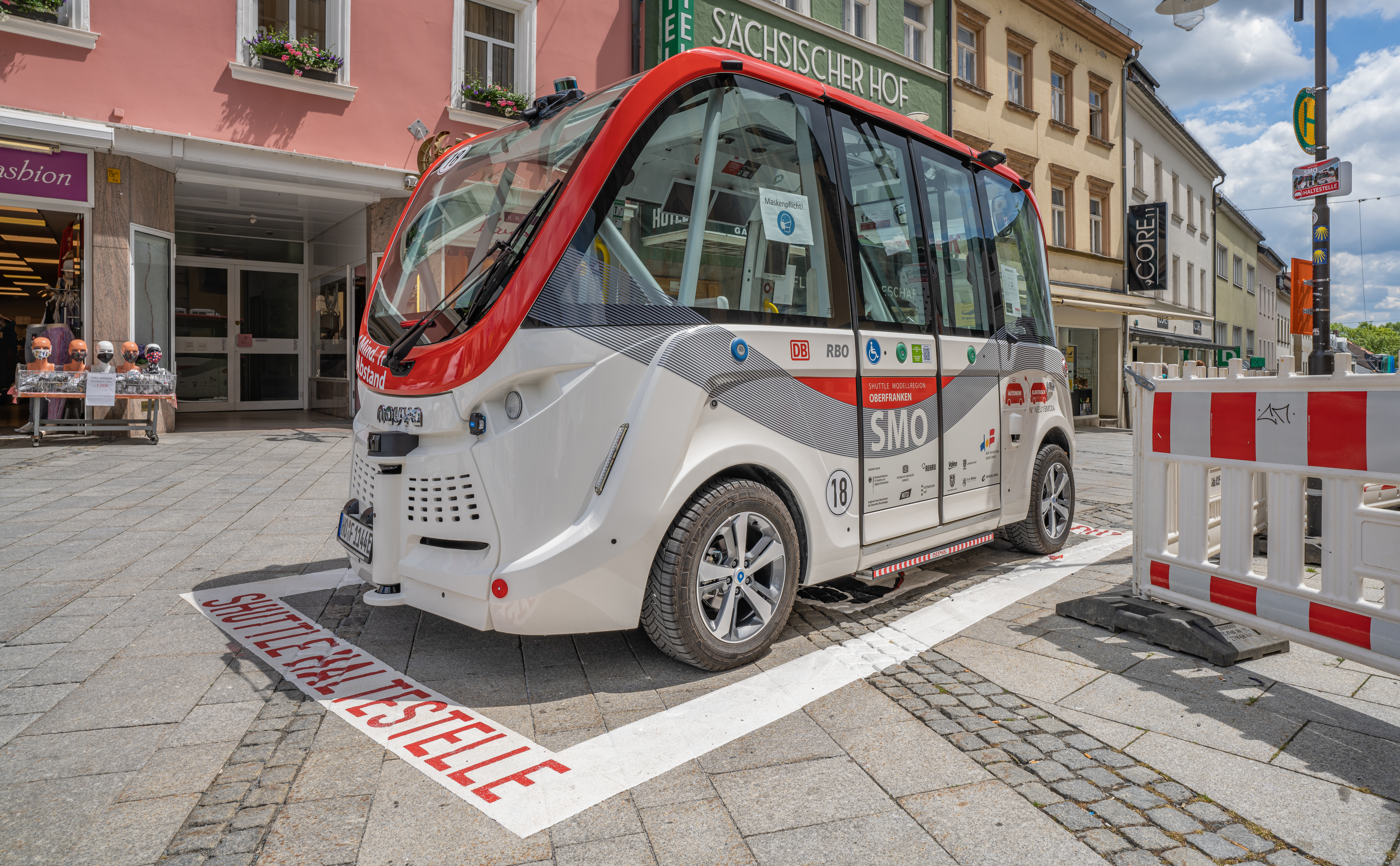
Autonomer Bus, der in Hof zum Einsatz kommt, und auf einer seiner Haltestellen steht

Auf der Linie vom Hauptbahnhof in die Altstadt verkehrt seit 2021 ein autonom fahrender Elektrobus. Die Idee erscheint sinnvoll, da die Altstadt eine Fußgängerzone ist und es gehbehinderten Menschen so ermöglicht würde, in der Innenstadt mobil zu bleiben.
Im Frühjahr 2020 übergab Bundesverkehrsminister Andreas Scheuer in Rehau die staatliche Förderung für das Projekt Shuttlemodellregion Oberfranken. In Hof, Kronach und Rehau nahmen von 2021 an selbstfahrende Busse, die mit einer Geschwindigkeit von 18 km/h fahren, den zweijährigen Testbetrieb auf. Neben den staatlichen Subventionen wird das Projekt unter anderem von Hochschulen, der Rehau AG und der Deutschen Bahn unterstützt. Die von Navya produzierten Fahrzeuge werden von Valeo ihre Software erhalten, das Unternehmen hat die Leitung des Projekts.
Schon in den ersten drei Monaten benutzten über 4.000 Menschen den Bus.
Siehe auch: Autonomer Bus (Bad Birnbach)

### Stadtbus
Die Stadtbusse werden von dem Tochterunternehmen HofBus GmbH der Stadtwerke Hof betrieben. Jährlich befördern 27 Mercedes-Benz-Citaro-Busse auf zwölf Linien mit einer Gesamtlänge von über 100 Kilometern rund fünf Millionen Fahrgäste, also etwa 15.000 pro Tag. Um die Umwelt mehr zu schonen, haben die Stadtwerke 12 Hybrid-Stadtbusse angeschafft.

#### Linien

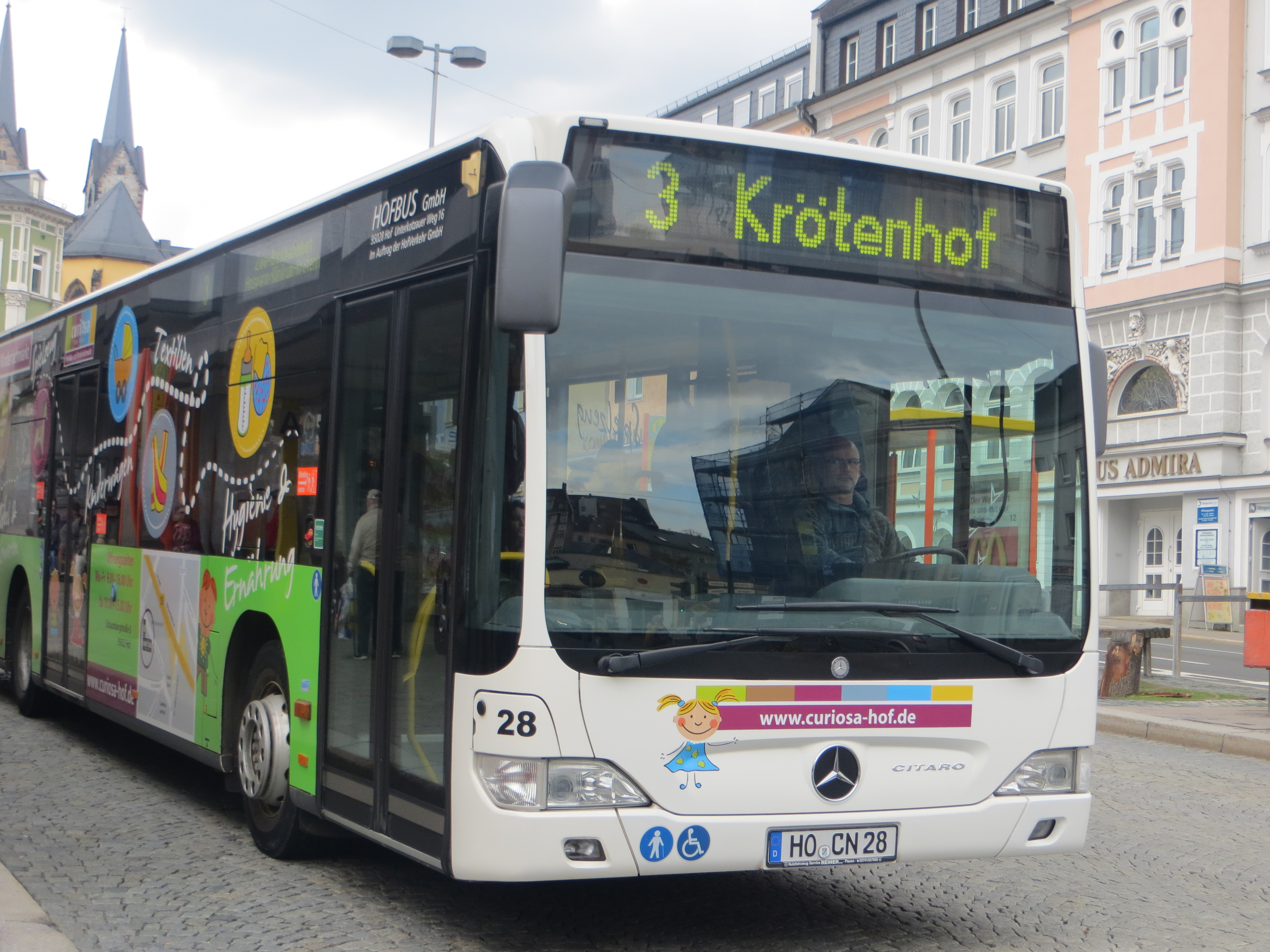
Linie 3 nach Krötenhof kurz vor der Abfahrt am Busbahnhof

Von Montag bis Samstag 14:00 Uhr fahren alle Linien mit unterschiedlichen Taktabständen. Samstags nach 14:00 Uhr und sonntags fahren die Linien 1511, 1512 und 1513 nur abwechselnd im Stundentakt.
Von Montag bis Freitag werden früh und mittags Verstärker eingesetzt, sodass meistens ein 15-Minuten-Takt erreicht wird. Mit dem Beitritt zum VGN wurden die Liniennummern von ein- bzw. zweistelligen Zahlen auf Nummern beginnend mit 15XX geändert; die Endung wurde in Form der alten Liniennummern beibehalten.
| Linie | Fahrverlauf                                                                                               | Anzahl Haltestellen | Takt       |
| ----- | --- | ------------------- | ---------- |
| 1501  | Heideweg – Berliner Platz – Sonnenplatz – Alsenberg – Untreusee – Lindenbühl                              | 23                  | 30 Minuten |
| 1502  | Vogelherd – Berliner Platz – Sonnenplatz – August-Mohl-Straße – Anspann/Klinikum – Krötenhof              | 33                  | 30 Minuten |
| 1503  | Zoo – Rathaus – Sonnenplatz – August-Mohl-Straße – Anspann/Klinikum – Krötenhof                           | 23                  | 60 Minuten |
| 1504  | Studentenberg – Rathaus – Sonnenplatz – Alsenberg – Moschendorf                                           | 19                  | 30 Minuten |
| 1505  | Hochschule – Max-Blumtritt-Heim – Sonnenplatz – Liebigstraße – Hauptbahnhof                               | 14                  | 60 Minuten |
| 1506  | Hochschule – Rathaus – Sonnenplatz – Königstraße – Hauptbahnhof                                           | 15                  | 60 Minuten |
| 1507  | Hochschule – NVZ – Breslaustraße – Sonnenplatz – Liebigstraße – Hauptbahnhof – Alsenberger Straße         | 18                  | 60 Minuten |
| 1508  | Lindenbühl (–Moschendorf) – Kolpingshöhe – Anspann/Klinikum(/Hans-Böckler-Straße) – Sonnenplatz – Leimitz | 35                  | 60 Minuten |
| 1509  | Jägersruh – Sonnenplatz – Theater – Heimstätten                                                           | 16                  | 60 Minuten |
| 1510  | Leimitz – NVZ – Breslaustraße – HofBad – Sonnenplatz – August-Mohl-Straße – Krötenhof                     | 27                  | 60 Minuten |
| 1511  | Unterkotzau – Lutherstraße – Theater – Sonnenplatz – Wartturmweg                                          | 20                  | 60 Minuten |
| 1512  | Schlossweg – Rathaus – Sonnenplatz – Berliner Platz – Wölbattendorf                                       | 25                  | 60 Minuten |

#### Nachtlinien
Ab 19 Uhr wird vom regulären Busbetrieb auf Spätverkehr umgestellt. Zwischen 23 und 5 Uhr ruht der Betrieb. Sonntags verkürzt sich der Betriebszeitraum auf 08:30-20 Uhr.
| Linie | Fahrverlauf                                                                       | Anzahl Haltestellen | Takt       |
| ----- | --------------------------------------------------------------------------------- | ------------------- | ---------- |
| 1513  | Sonnenplatz – Schlossweg – Studentenberg – Sonnenplatz – Jägersruh – Sonnenplatz  | 38                  | 60 Minuten |
| 1514  | Sonnenplatz – Untreusee – Moschendorf – Kolpingshöhe – Hauptbahnhof – Sonnenplatz | 28                  | 60 Minuten |
| 1515  | Sonnenplatz – Hochschule – Breslaustraße – Hauptbahnhof – Sonnenplatz             | 29                  | 60 Minuten |
| 1516  | Sonnenplatz – Berliner Platz – Unterkotzau – Vogelherd – Theater – Sonnenplatz    | 25                  | 60 Minuten |
| 1517  | Sonnenplatz – Anspann/Klinikum – Krötenhof – Anspann/Klinikum – Sonnenplatz       | 27                  | 60 Minuten |
| 1518  | Hauptbahnhof – Hochschule – Hauptbahnhof                                          | 23                  | 30 Minuten |

#### Fahrgastinformation
An wichtigen Bushaltestellen, vor allem im Innenstadtbereich, sind digitale Fahrgast-Informationsanlagen zur Information bei Störungen, Straßensperrungen oder Busausfällen angebracht.

### Regionalbus
Von Hof aus verkehren Regionalbusse ins Umland der Stadt und weiter. Manche Linien führen bis ins Fichtelgebirge, in den Frankenwald und nach Thüringen in den Saale-Orla-Kreis.
Die Linien werden von Regionalbus Ostbayern, Verkehrsbetriebe Bachstein und KomBus sowie den Busunternehmen Meisl und Höhn bedient.
Im Sommer verkehren Busse mit Fahrradanhängern ins Fichtelgebirge und in den Frankenwald.

#### Linien
Diese Liniennummern stehen zunächst nicht in Zusammenhang mit den VGN-Liniennummern, sondern beziehen sich auf separate Regionalbuslinien.
| Linie | Fahrverlauf                                          |
| ----- | ---------------------------------------------------- |
| 1     | Bayreuth–Münchberg–Konradsreuth–Hof                  |
| 7     | Hof–Konradsreuth/Leupoldsgrün–Helmbrechts            |
| 9     | Hof–Culmitz–Schwarzenbach am Wald–Schwarzenstein     |
| 11    | Naila–Selbitz/Rodesgrün–Köditz–Hof                   |
| 13    | Hof–Saaletal–Berg–Naila                              |
| 14    | Geroldsgrün–Bad Steben–Berg–Hof                      |
| 17    | Hof–Schwarzenbach (Saale)–Martinlamitz/Kirchenlamitz |
| 20    | Hof–Gattendorf–Oelsnitz/Regnitzlosau–Rehau           |
| 22    | Hof–Döhlau/Oberkotzau–Rehau                          |
| 23    | Hof–Tauperlitz–Döhlau                                |
| 24    | Hof–Feilitzsch–Töpen                                 |
| 25    | Hof–Töpen–Dobareuth–Schleiz                          |

### Busbahnhof
2017 wurde der Busbahnhof wegen der Baustelle des Einkaufszentrums Hof-Galerie auf den Sonnenplatz bzw. in die Luitpoldstraße verlegt, und die Regionalbusse an die Haltestelle Bergstraße. Die Planung war, dass bis 2022 das Einkaufszentrum samt einem neuen Busbahnhof fertiggestellt sein würden. Die Planung sah vor, dass der neue Busbahnhof unter dem Vorsprung des ersten Stocks vom Einkaufszentrum mit modernen Parkbuchten entsteht. Dieses Projekt wäre in Deutschland einzigartig gewesen, mit vergleichbarer Ausführung nur in Koblenz. Da der aktuelle Stand das Einkaufszentrum samt Busbahnhof in der damaligen Form nicht mehr vorsieht, sondern mit dem Schiller-Quartier an der Stelle ein neues Viertel entstehen soll, entschied sich die Stadt 2022 dazu, den Busbahnhof zum Hauptbahnhof zu verlegen.

## Bahn

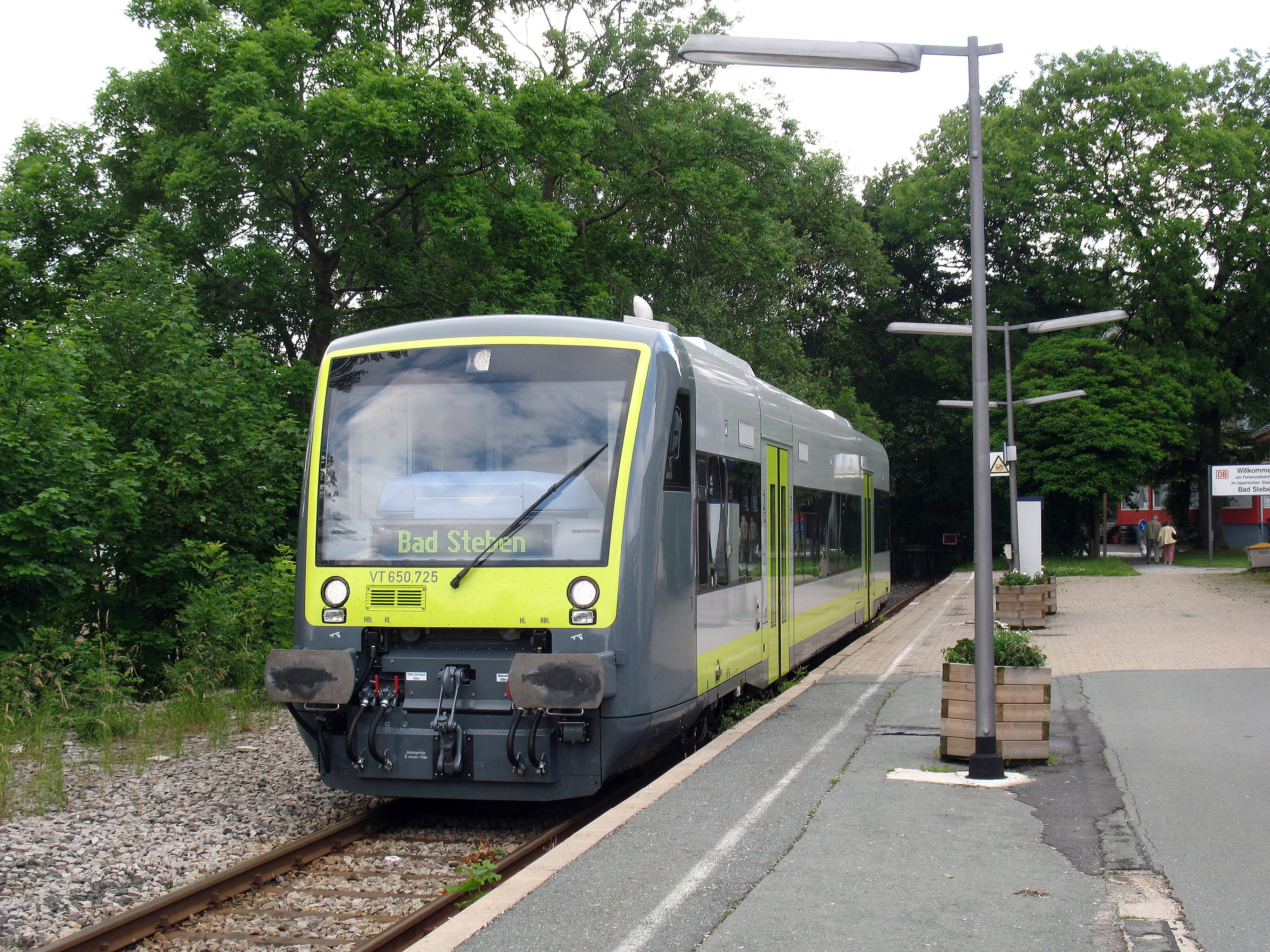
Triebwagen der Agilis in Bad Steben

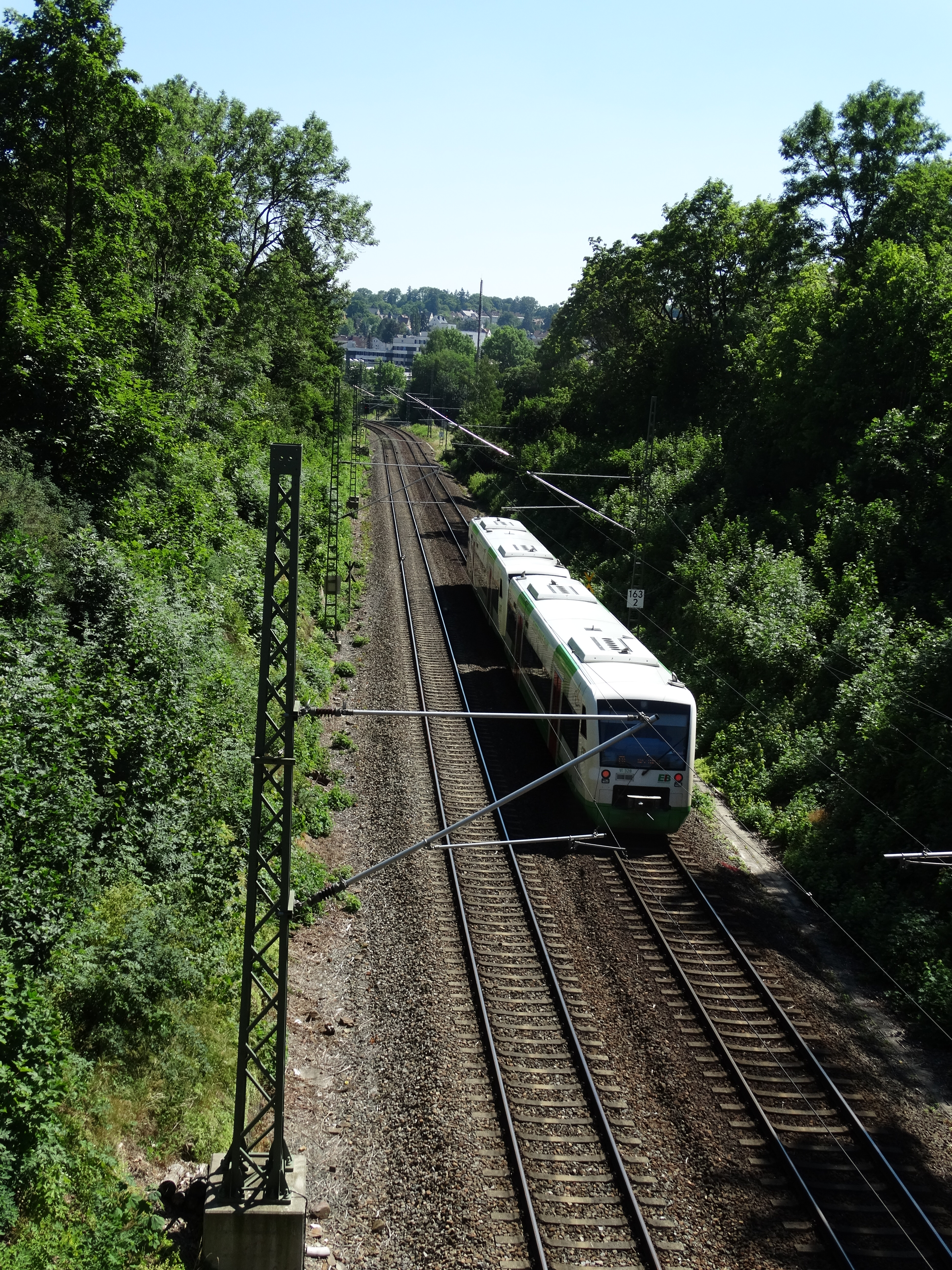
Bahnstrecke nach Leipzig im Hofer Stadtgebiet

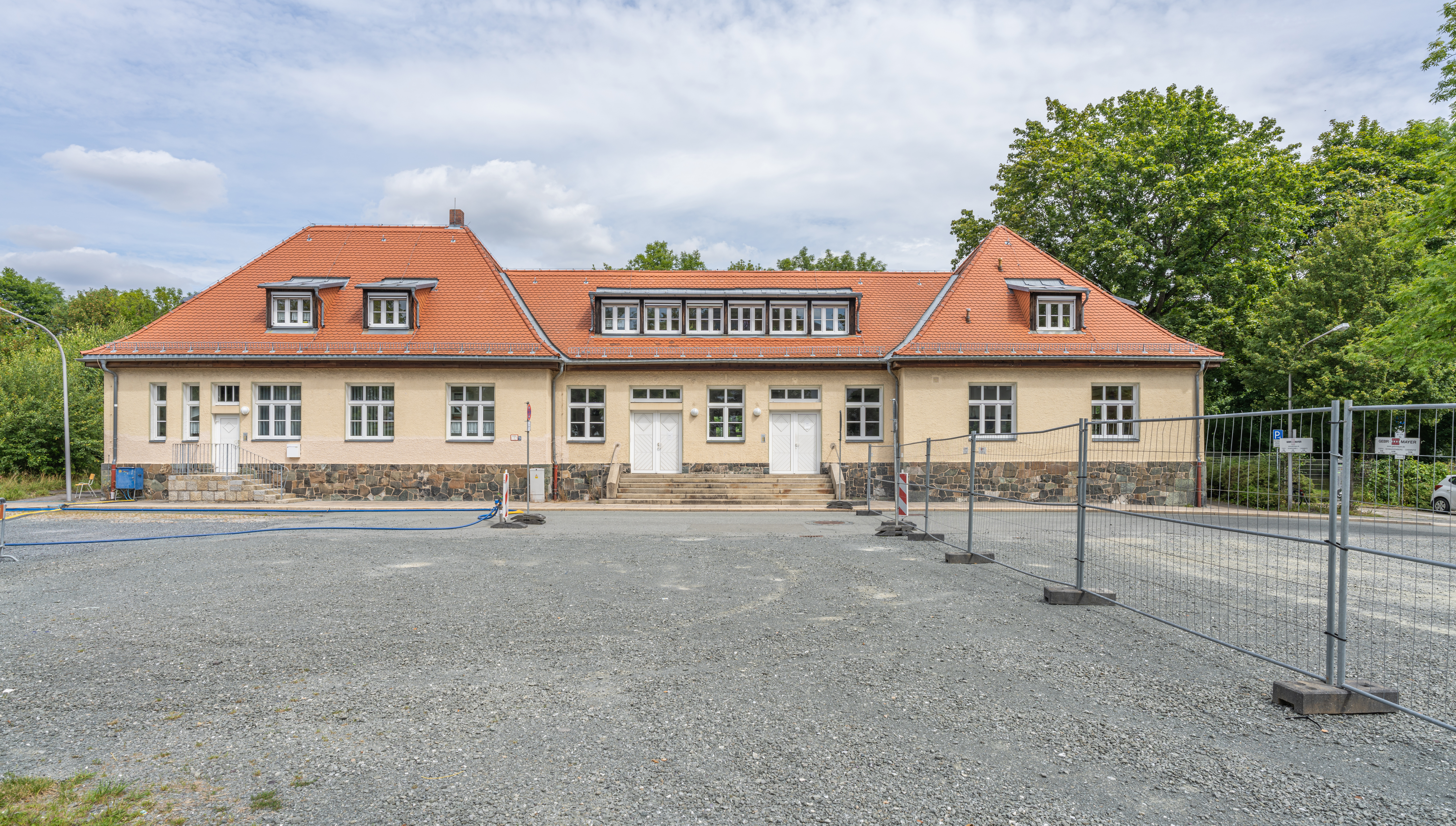
Bahnhof Hof-Neuhof

Vom Hofer Hauptbahnhof zwischen Münsterviertel und Bahnhofsviertel fahren Züge in den Landkreis oder in Großstädte Deutschlands bzw. Tschechiens, wie München, Nürnberg, Leipzig, Dresden, Bamberg oder Cheb.
Hof und das Hofer Umland werden von der Eisenbahngesellschaft agilis auf vier Linien nach Bad Steben (über Hof-Neuhof), Münchberg, Selb und Bayreuth bedient. Früher gab es zudem die Haltepunkte Hof Nord, Hof-Moschendorf sowie Hof-Vogelherd.
Ein neuer Bahnhalt Hof-Mitte mit zwei Bahnsteigen und jeweils einer Treppe und einem Aufzug wird voraussichtlich 2022 unter der Jahnbrücke fertiggestellt werden. Züge aus Süden, die aktuell am Hauptbahnhof enden, werden zukünftig bis zu diesem Bahnhalt fahren. Nach der Inbetriebnahme wird über die Wiedereröffnung der oben genannten Haltepunkte entschieden.

### Nahverkehrslinien
| RE 31                    | Hof – Oberkotzau – Marktredwitz – Nürnberg                                          | Zweistundentakt  |
| RB 13                    | Hof – Feilitzsch – Gera – (Leipzig)                                                 | Zweistundentakt  |
| RB 95                    | (Gutenfürst – Feilitzsch) – Hof – Rehau – Selb-Plößberg – Aš – Cheb – Marktredwitz  | Zweistundentakt  |
| RB 96                    | (Hof-Neuhof) – Hof – Rehau – Selb-Plößberg – Selb Stadt                             | Zweistundentakt  |
| RB 97                    | Bad Steben – Naila – Hof-Neuhof – Hof – Marktredwitz – Bayreuth                     | Stundentakt      |
| RB 98                    | Hof – Oberkotzau – Schwarzenbach – Münchberg – Helmbrechts                          | Zweistundentakt  |
| RB 99                    | (Hof-Neuhof) – Hof – Oberkotzau – Schwarzenbach – Münchberg (– Neuenmarkt-Wirsberg) | Zweistundentakt  |
| RB 2                     | Hof – Feilitzsch – Plauen – Reichenbach – Zwickau                                   | einzelne Fahrten |
| Stand: 10. Dezember 2024 |                                                                                     |                  |

Die ersten und die letzten Regionalexpresszüge auf den Strecken Hof–Bamberg und Hof–Regensburg halten auch an den kleineren Bahnhöfen im Umland wie etwa Oberkotzau als zusätzliche Verbindung für Pendler.

### Bahnhöfe

#### Hof Hauptbahnhof
Der Hofer Hauptbahnhof ist der größte und wichtigste Bahnhof der Stadt. Er ist Umsteigebahnhof mit Regionalverbindungen. Das Gebäude besteht aus einem bayerischen und einem sächsischen Trakt. Früher war der Bahnhof Fernverkehrshalt, ab 2030 soll er auch wieder eine Intercity-Verbindung bekommen. Pro Jahr wird der Bahnhof von rund 5.000 Menschen benutzt.

#### Bahnhof Hof-Neuhof
Der Bahnhof Hof-Neuhof befindet sich im Hofer Nordwesten im Stadtteil Neuhof. Er wird von Pendlern genutzt, zudem hat diese Station wegen der Lage neben der Freiheitshalle und dem Theater Bedeutung. Das Bahnhofsgebäude ist heute ein Jugendzentrum. Von den zwei Gleisen wird nur noch eines verwendet.

#### Ehemalige und geplante Bahnhalte
Auf gleicher Höhe wie der heutige Bahnhof Neuhof befand sich an der Strecke nach Leipzig der Haltepunkt Hof-Nord. Die Bahnsteige wurden abgebaut, im Bahnhofsgebäude ist heute das Vereinsheim des Fichtelgebirgsvereins.
Der Haltepunkt Hof-Moschendorf im gleichnamigen Stadtteil wurde in den 1970er-Jahren geschlossen. Alle Bauten des Bahnhofs sind vollständig zurückgebaut. Die angrenzende Gemeinde Döhlau beantragte 2021 einen Bahnhalt in der Nähe des ehemaligen Haltepunkt. Ein Haltepunkt im Stadtteil Vogelherd im Nordwesten der Stadt an der Strecke nach Bad Steben wurde ebenfalls vollständig zurückgebaut. Bis 2024 sollte an der Jahnbrücke der Haltepunkt Hof-Mitte entstehen. Der Haltepunkt hätte für Besucher der Stadt günstiger gelegen als der Hauptbahnhof, welcher von der Hofer Innenstadt sehr viel weiter entfernt ist. Aus Kostengründen wollte der Freistaat Bayern den Bahnhalt um 150 Meter an der Strecke verschieben, was die Stadt Hof jedoch ablehnte. Der Freistaat gab im Juli 2022 bekannt, dass das Projekt nicht mehr verfolgt werde.

## Belege
1. ↑  Stadt Hof: Neue Fahrplanhefte für den Busverkehr. Abgerufen am 8. Januar 2024.
2. ↑  HCS Content GmbH: Landkreis Hof: Beitritt zum VGN beschlossen - Frankenpost. Abgerufen am 26. April 2023.
3. ↑  frankenpost.de
4. ↑   https://www.euroherz.de/autonome-shuttle-busse-schon-mehr-als-4000-fahrgaeste-6875353/
5. ↑  Seite der Stadtwerke Hof, Abschnitt „Verkehr“ (Memento des Originals vom 24. Juli 2016 im Internet Archive)  Info: Der Archivlink wurde automatisch eingesetzt und noch nicht geprüft. Bitte prüfe Original- und Archivlink gemäß Anleitung und entferne dann diesen Hinweis., abgerufen am 24. Juli 2016.
6. ↑  ostbayernbus.de
7. ↑  vb-bachstein.de
8. ↑  kombus-online.eu
9. ↑  meisl-reisen.de
10. ↑  Landratsamt Hof: Busfahrpläne. In: Landkreis Hof. Abgerufen am 8. Januar 2024 (deutsch).
11. ↑  landkreis-hof.de
12. ↑  landkreis-hof.de
13. ↑  landkreis-hof.de
14. ↑  landkreis-hof.de
15. ↑  landkreis-hof.de
16. ↑  landkreis-hof.de
17. ↑  landkreis-hof.de
18. ↑  landkreis-hof.de
19. ↑  landkreis-hof.de
20. ↑  landkreis-hof.de
21. ↑  landkreis-hof.de
22. ↑  landkreis-hof.de
23. ↑  Christoph Plass: ÖPNV-Wende: Hof verlegt den Busbahnhof - Hof - Frankenpost. In: frankenpost.de. 15. Dezember 2022, abgerufen am 23. Februar 2024.
24. ↑  agilis.de
25. ↑  https://www.frankenpost.de/inhalt.verbesserung-des-nahverkehrs-doehlau-beantragtbahnhalt.eb1debda-1d52-413d-9238-a2282007b345.html
26. ↑   (Seite nicht mehr abrufbar, festgestellt im März 2024. Suche in Webarchiven)  Info: Der Link wurde automatisch als defekt markiert. Bitte prüfe den Link gemäß Anleitung und entferne dann diesen Hinweis.